# NGC 2040
NGC 2040是距離地球約16萬光年的疏散星團，在天球上位於劍魚座。NGC 2040是大麥哲倫星系內部最大範圍之一的恆星形成區域中的一群年輕恆星聚集處。